# Janelle Monáe
Janelle Monáe Robinson (sinh ngày 1 tháng 12 năm 1985), là nữ ca sĩ, người viết bài hát, nhà soạn nhạc và nhà sản xuất thu âm người Mỹ. Có định hướng âm nhạc từ nhỏ, cô sáng lập hãng thu âm Wondaland Arts Society cùng nhiều nghệ sĩ trẻ khác và phát hành EP The Audition (2003). Sau khi ký kết cùng hãng Bad Boy Records vào năm 2006, cô tiếp tục phát hành EP được khen ngợi Metropolis: Suite I (The Chase) (2007). Đĩa đơn "Many Moons" trích từ EP giành được một đề cử cho giải Grammy và nằm trong danh sách "100 bài hát xuất sắc nhất 2008" do tạp chí Rolling Stone bình chọn.
Album phòng thu đầu tay của cô, The ArchAndroid (2010) trở thành một trong những đĩa nhạc được khen ngợi nhất của năm, đạt đến top 20 Billboard 200 và đã chạm mốc 140.000 bản tại Hoa Kỳ. Năm 2011, Monáe nhận được sự chú ý rộng rãi khi góp mặt trong đĩa đơn ăn khách "We Are Young" của ban nhạc indie pop Mỹ fun., khi dẫn đầu Billboard Hot 100 trong 6 tuần liên tiếp, giành giải Grammy cho "Bài hát của năm" và vượt 6.8 triệu bản tại Hoa Kỳ. Album phòng thu thứ hai, The Electric Lady (2013) tiếp tục được đánh giá cao bởi các nhà phê bình và đạt đến vị trí thứ 5 tại Hoa Kỳ.
Đến nay, Monáe đã giành 6 đề cử cho giải Grammy. Cô nhận được sự chú ý khi xây dựng hình tượng thời trang bằng những bộ âu phục và từng xuất hiện trong danh sách "Style 100" của tạp chí Instyle. Vào năm 2013, cô được chọn làm gương mặt đại diện cho nhãn hàng mỹ phẩm CoverGirl. Hội đồng Thành phố Boston chọn ngày 16 tháng 10 năm 2013 là "Ngày Janelle Monáe" để ghi nhận tính nghệ thuật và lãnh đạo xã hội của cô.

## Danh sách phim
| Năm  | Tên phim                     | Vai diễn | Ghi chú    |
| ---- | ---------------------------- | -------- | ---------- |
| 2019 | Tiểu thư và chàng lang thang | Peg      | Lồng tiếng |

## Danh sách đĩa nhạc
- The ArchAndroid (2010)
- The Electric Lady (2013)
- Dirty Computer (2018)

## Lưu diễn
| - Metropolis Tour (2008) - The ArchAndroid Tour (2010) - Hooligans in Wondaland (cùng Bruno Mars) (2011) - Campus Consciousness Tour (cùng fun.) (2011) - Summer Soul Festival (cùng Amy Winehouse và Mayer Hawthorne) (2011) - The Electric Lady Tour (2013) - The Golden Electric Tour (cùng Kimbra) (2014) | - No Doubt Summer Tour (2009) - Out My Mind, Just in Time World Tour (2010) - California Dreams Tour (2011) - I'm with You World Tour (2012) |